# Priscilla Gneto
Priscilla Gneto (Abidjan, 3 de agosto de 1991) é uma judoca francesa que conquistou a medalha de bronze na categoria até 52 kg dos Jogos Olímpicos de Londres 2012.